# 東郷実友
東郷 実友（とうごう さねとも）は、江戸時代後期の薩摩藩士。東郷平八郎の父。
宗旨は禅宗。父の実家の親族である篠崎七郎左衛門正心より水野流居合を学び、皆伝す。家格初め御小姓与。のち一代小番。

## 経歴
文化2年（1805年）8月16日?、東郷重弘の次男・重友を家祖とする東郷家6代目当主・東郷実愛の子として誕生。天保10年（1839年）、郡奉行見習になる。 嘉永4年、島津斉彬の藩主就任以来初の入国に御供する。なお、当時徒目附であった。 弘化4年（1847年）、郡奉行になる。安政6年4月、島津斉彬が指宿で行った井戸の増設を記念する碑を指宿郷（現在の鹿児島県指宿市）の上山氏や郡奉行所の同僚とともに二月田温泉に建る。文久元年（1861年）12月、藩に指宿郷の防砂事業に関する上申書提出。
文久2年（1862年）、5男四郎左衛門を除く子息とともに薩英戦争に出陣。実友、山川郷（現在の指宿市山川町）の山川砲台に配置され、子息らは鹿児島城下藩主本営に詰める。元治元年（1864年）3月、高奉行になり一代小番に昇格。後年、納戸奉行になる。
慶応3年（1867年）6月11日、平八郎と四郎左衛門が分家する。慶応3年（1867年）11月20日、鹿児島城下で死去。

## 家族・親族
- 養祖父：東郷実昌
- 父：東郷実愛（東郷実昌の養嗣子、篠崎七郎左衛門正房の子）
- 母：大河平順良の娘
- 妻：益子（堀与三左衛門の三女）
- 兄弟：篠崎七左衛門の妻、大河平実次（大河平順喜の養子）、柴山國貞の妻
- 子女：五男一女
  - 長男・東郷実猗、娘（夭折）、次男・祐之進（夭折）、三男・小倉壮九郎知周、四男・東郷平八郎、五男・東郷実武

## 備考
実友は終始、方正勤直をもって聞こえた。また識見が有り、海外事情を注視して外国船の無礼を憤っていた。実友の詠んだ和歌に、「異国の船 くつかへせ 諸人の祈る 誠を知れよ神風」というのがあった。
「鹿児島城下絵図散歩」では、現在の鹿児島県鹿児島市加治屋町に東郷吉左衛門宅地があった。広さは267坪。なお、「聖将東郷全傅」では東郷吉左衛門宅についての記述あり。記述は以下のとおり。
「四方竹垣を以って囲み、門は北側に、家屋は東西に延び、八畳三間、六畳四間、四畳二間、二畳二間、納戸、物置、臺所、土間等からなり、邸南北両隅には倉庫を建て、其の中央に厩及び下男室を設け、庭は北に偏り、松の木の側に氏神を祀った小祠を安置し、その西側に紅白二株の梅、手洗石を挟んで立っていた」
なお、東郷家の家屋は西南戦争で焼失したという。また、隣近所に伊東茂右衛門祐之が住んでいた。